# Irsch
Irsch (bei Saarburg) là một đô thị thuộc trong huyện Trier-Saarburg thuộc bang Rheinland-Pfalz, phía tây nước Đức. Đô thị này có diện tích 15,21 km², dân số thời điểm ngày 31 tháng 12 năm 2006 là 1575 người.
Irsch (bei Trier) hoặc Trier-Irsch, formerly a village, is now a quarter within the city of Trier bang Rheinland-Pfalz, Đức. Đô thị này có diện tích km², dân số thời điểm 31 tháng 12 năm 2006 là người.
Irsch, formerly a village, is now a quarter within the city of Bitburg bang Rheinland-Pfalz, Đức. Đô thị này có diện tích km², dân số thời điểm 31 tháng 12 năm 2006 là người.